# Genthelvin
Genthelvin ist ein selten vorkommendes Mineral aus der Mineralklasse der „Silikate und Germanate“. Es kristallisiert im kubischen Kristallsystem mit der chemischen Zusammensetzung Zn4[S|(BeSiO4)3]
Genthelvin ist das Zink-Analogon zum eisenhaltigen Danalith (Fe4[S|(BeSiO4)3]) und manganhaltigen Helvin (Mn4[S|(BeSiO4)3]) und bildet mit diesen jeweils eine lückenlose Mischkristallreihe. Auch Epitaxien mit Danalith sind möglich.
In reiner Form ist Genthelvin farblos und durchsichtig. Da er aber einerseits mit Danalith und Helvin Mischkristalle bildet und andererseits verschiedene Fremdbeimengungen enthalten kann, kommt er meist in verschiedenen Farben vor, wobei hell- bis smaragdgrüne, rosa bis rote und gelbe bis gelbbraune Farben überwiegen. Auf der Strichtafel hinterlässt Genthelvin allerdings immer einen weißen Strich.
Das Mineral entwickelt meist tetraedrische oder tristetraedrische Kristalle, findet sich aber auch in Form unregelmäßiger Segregationen. Unverletzte Kristallflächen weisen einen glasähnlichen Glanz auf, Bruchflächen dagegen eher Fett- bis Harzglanz.

## Etymologie und Geschichte
Benannt wurde Genthelvin einerseits in Anlehnung an seine nahe Verwandtschaft zum Helvin und andererseits zu Ehren des deutsch-amerikanischen Chemikers und Mineralogen Friedrich August Genth, der das Mineral 1892 erstmals beschrieb, ohne ihm jedoch einen Namen zu geben.
Erstmals entdeckt wurde Genthelvin am St. Peters Dome (West Cheyenne Canon), einem Ausläufer des Pikes Peak etwa 10 Kilometer südwestlich von Colorado Springs im El Paso County des US-Bundesstaates Colorado und beschrieben 1944 durch Jewell J. Glass, Richard H. Jahns und Rollin E. Stevens.

## Klassifikation
In der letztmalig 1977 überarbeiteten 8. Auflage der Mineralsystematik nach Strunz gehörte der Genthelvin zur Mineralklasse der „Silikate“ und dort zur Abteilung „Gerüstsilikate (Tektosilikate)“, wo er gemeinsam mit Danalith und Helvin in der „Helvin-Reihe“ mit der Systemnummer VIII/F.08 steht.
In der zuletzt 2018 überarbeiteten Lapis-Systematik nach Stefan Weiß, die formal auf der alten Systematik von Karl Hugo Strunz in der 8. Auflage basiert, erhielt das Mineral die System- und Mineralnummer VIII/J.12-030. Dies entspricht der ebenfalls der Abteilung „Gerüstsilikate“, wo Genthelvin zusammen mit Danalith und Helvin eine unbenannte Gruppe mit der Systemnummer VIII/J.12 bildet.
Die von der International Mineralogical Association (IMA) zuletzt 2009 aktualisierte 9. Auflage der Strunz’schen Mineralsystematik ordnet den Genthelvin in die erweiterte Klasse der „Silikate und Germanate“ und dort in die Abteilung „Gerüstsilikate (Tektosilikate) ohne zeolithisches H2O“ ein. Diese ist weiter unterteilt nach der möglichen Anwesenheit zusätzlicher Anionen, so dass das Mineral entsprechend seiner Zusammensetzung in der Unterabteilung „Gerüstsilikate (Tektosilikate) mit zusätzlichen Anionen“ zu finden ist, wo es zusammen mit Bicchulith, Danalith, Haüyn, Helvin, Kamaishilith, Lasurit, Nosean, Sodalith, Tsaregorodtsevit und Tugtupit die „Sodalith-Danalith-Gruppe“ mit der Systemnummer 9.FB.10 bildet.
In der vorwiegend im englischen Sprachraum gebräuchlichen Systematik der Minerale nach Dana hat Genthelvin die System- und Mineralnummer 76.02.04.03. Auch dies entspricht der Klasse der „Silikate“ und dort der Abteilung „Gerüstsilikate: Al-Si-Gitter“. Hier findet er sich innerhalb der Unterabteilung „Gerüstsilikate: Al-Si-Gitter, Feldspatvertreter und verwandte Arten“ in der  „Helvingruppe“, in der auch Helvin und Danalith eingeordnet sind.

## Kristallstruktur
Genthelvin kristallisiert kubisch in der Raumgruppe P43n (Raumgruppen-Nr. 218) mit dem Gitterparameter a = 8,15 Å sowie 2 Formeleinheiten pro Elementarzelle.

## Eigenschaften
Vor dem Lötrohr bildet Genthelvin eine unklare Perle. In starker Salzsäure zersetzt sich das Mineral, wobei Schwefelwasserstoff mit seinem charakteristischen Geruch nach faulen Eiern entsteht.
Unter UV-Licht zeigen manche Genthelvine eine grüne Fluoreszenz mit anschließender Phosphoreszenz.

## Bildung und Fundorte

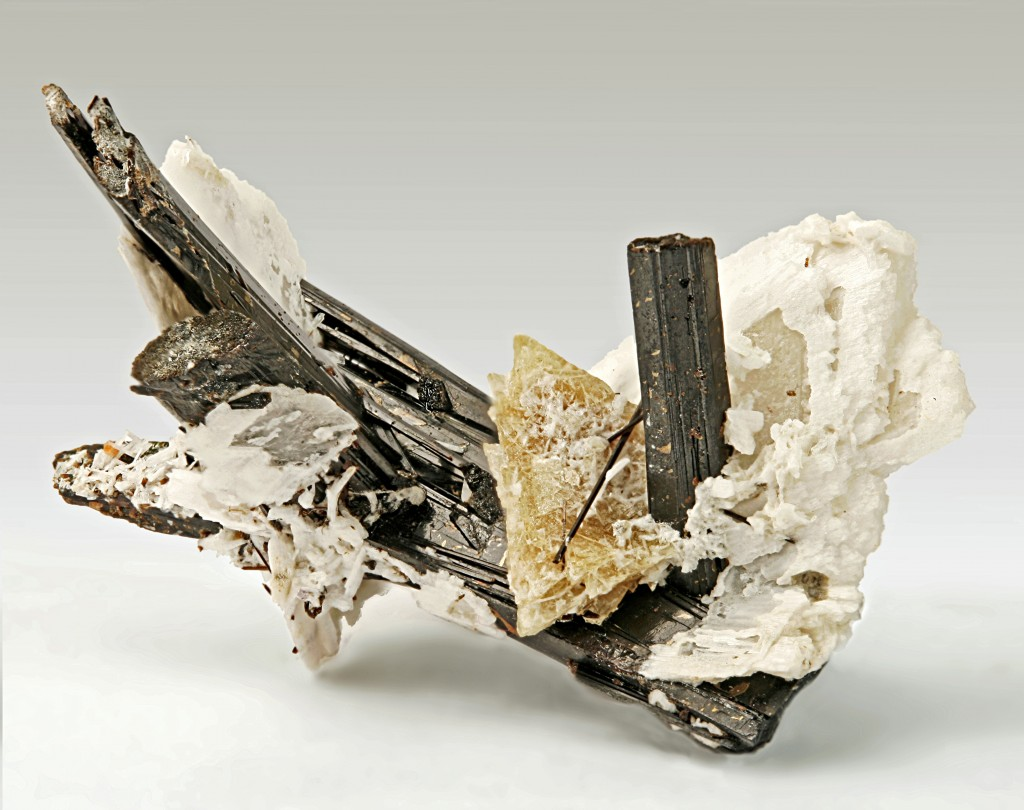
Genthelvin (gelb) auf Aegirin (schwarz) und Albit (weiß) aus dem Steinbruch Poudrette, Mont Saint-Hilaire, Kanada (Größe des Genthelvins über die Kante gemessen ≈ 8–9 mm)

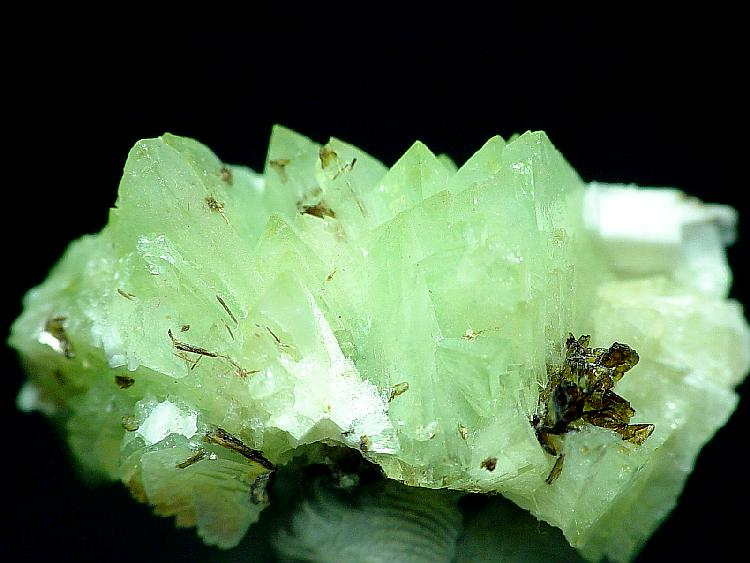
Grasgrüner Genthelvin aus dem gleichen Fundort (Größe: 2 cm × 1,3 cm × 1,2 cm)

Genthelvin bildet sich in miarolitischen Hohlräumen granitischer oder alkalischer Pegmatite und Syenite sowie in Greisen und Skarnen. Als Begleitminerale treten unter anderem Bertrandit, Gahnit, Hambergit, Mikroklin, Phenakit, Quarz, Siderit, Sphalerit, Topas, Willemit, verschiedene Zeolithe und/oder Zirkon auf.
Als seltene Mineralbildung konnte Genthelvin nur an wenigen Fundorten nachgewiesen werden, wobei bisher rund 60 Fundorte als bekannt gelten. Neben seiner Typlokalität St. Peters Dome (West Cheyenne Canon) trat das Mineral noch an weiteren Fundpunkten in Colorado wie unter anderem am Stove Mountain (Cookstove Mountain) im El Paso County und in Crystal Peak im Teller County auf. Weitere bisher bekannte Fundorte in den Vereinigten Staaten von Amerika (USA) sind Rockport im Essex County (Massachusetts); Blue Mountyin, Iron Mountain und Sugarloaf Mountain in New Hampshire; mehrere Fundpunkte im Bergbaugebiet um Franklin (New Jersey) und Cumberland (Rhode Island) sowie der Washington Pass im Okanogan County (Washington).
Weitere Fundorte liegen unter anderem in Argentinien, Brasilien, China, Grönland, Italien, Japan, Kanada, Kasachstan, Malawi, der Mongolei, Niger, Nigeria, Norwegen, Pakistan, Rumänien, Russland, der Sambia, Ukraine und im Vereinigten Königreich (England, Schottland).

## Verwendung
Trotz seines relativ hohen Zinkgehaltes von rund 40 % hat Genthelvin aufgrund seiner Seltenheit bisher keine wirtschaftliche Bedeutung. Da er allerdings bisweilen schön gefärbte und durchsichtige Kristalle bildet, wird er gelegentlich für Sammler in verschiedenen Schmucksteinschliffen angeboten.